# Daniel Hollie
Daniel R. 'Danny' Hollie (Seymour (Indiana), 3 oktober 1977) is een Amerikaans professioneel worstelaar die actief was in de World Wrestling Entertainment (WWE) van 2000 tot 2007 en in de Total Nonstop Action Wrestling als Danny Holliday, (The) Damaja en Danny Basham. Hij is lid van de Basham Brothers.

## In worstelen
- Finishers
  - Brain Damage (Chokebomb)
  - Reverse DDT

- Signature moves
  - Bulldog
  - Elevated DDT
  - Full Nelson

- Managers
  - Christy Hemme
  - Miss Jackie
  - Shaniqua
  - Victoria

- Bijnamen
  - "The Hitman"
  - "Co–Secretary of Defense

## Kampioenschappen en prestaties
- Ohio Valley Wrestling
  - OVW Heavyweight Championship (4 keer)
  - OVW Southern Tag Team Championship (3 keer; 2x met David C en 1x met Doug Basham)

- World Wrestling Entertainment
  - WWE Tag Team Championship (2 keer met Doug Basham)